# Veliki Orehek
Veliki Orehek je naselje u slovenskoj Općini Novom Mestu. Veliki Orehek se nalazi u pokrajini Dolenjskoj i statističkoj regiji Jugoistočnoj Sloveniji. 

## Stanovništvo
Prema popisu stanovništva iz 2002. godine naselje je imalo 88 stanovnika.